# Caligo beltrao
Caligo beltrao là một loài bướm ngày thuộc họ Nymphalidae. Loài này được tìm thấy ở Brasil.
Sải cánh dài khoảng 120 mm.
Ấu trùng ăn Canna indica, Calathea zebrina, Musa spp. và Hedychium coronarium.

## Hình ảnh

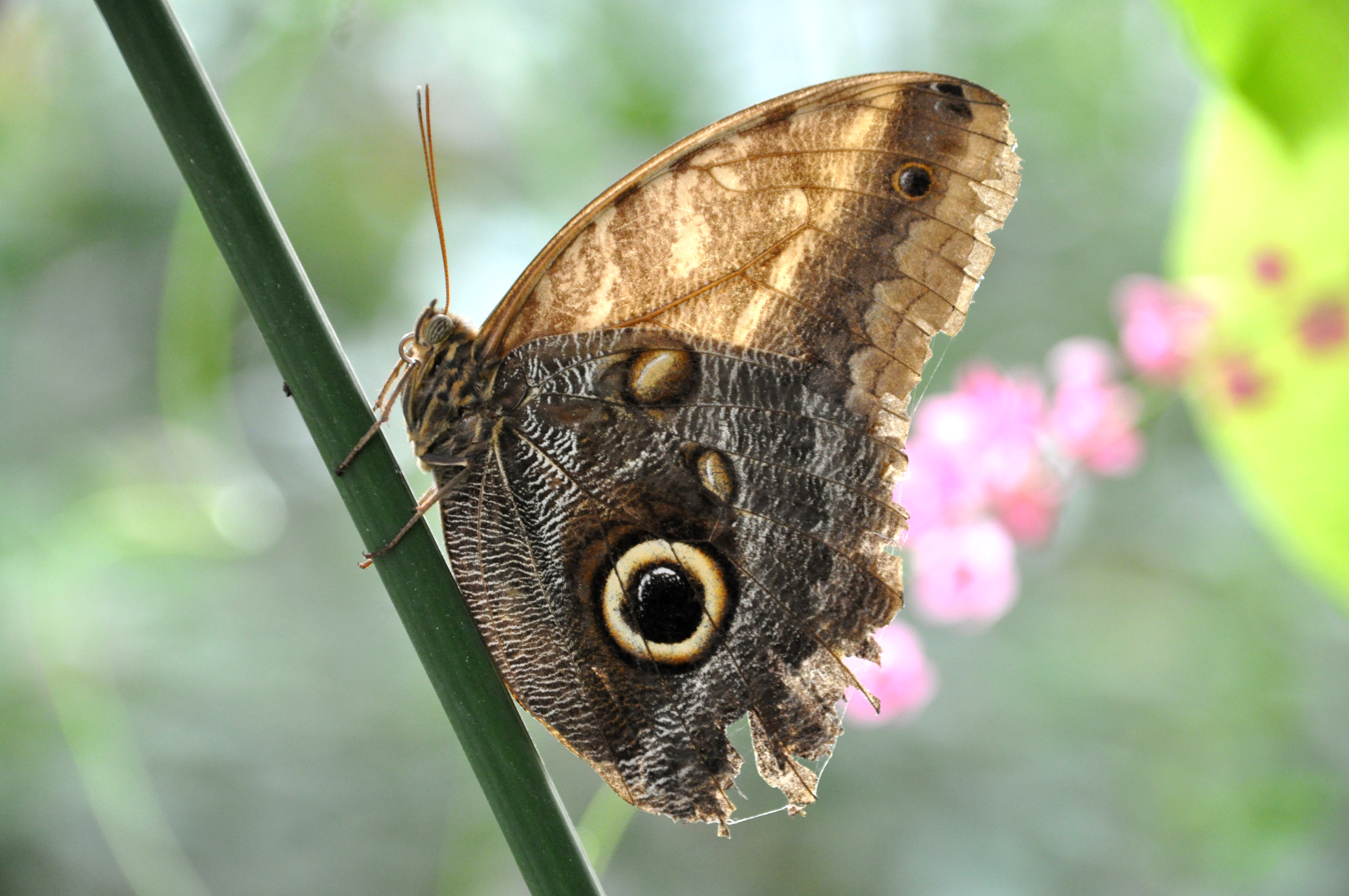
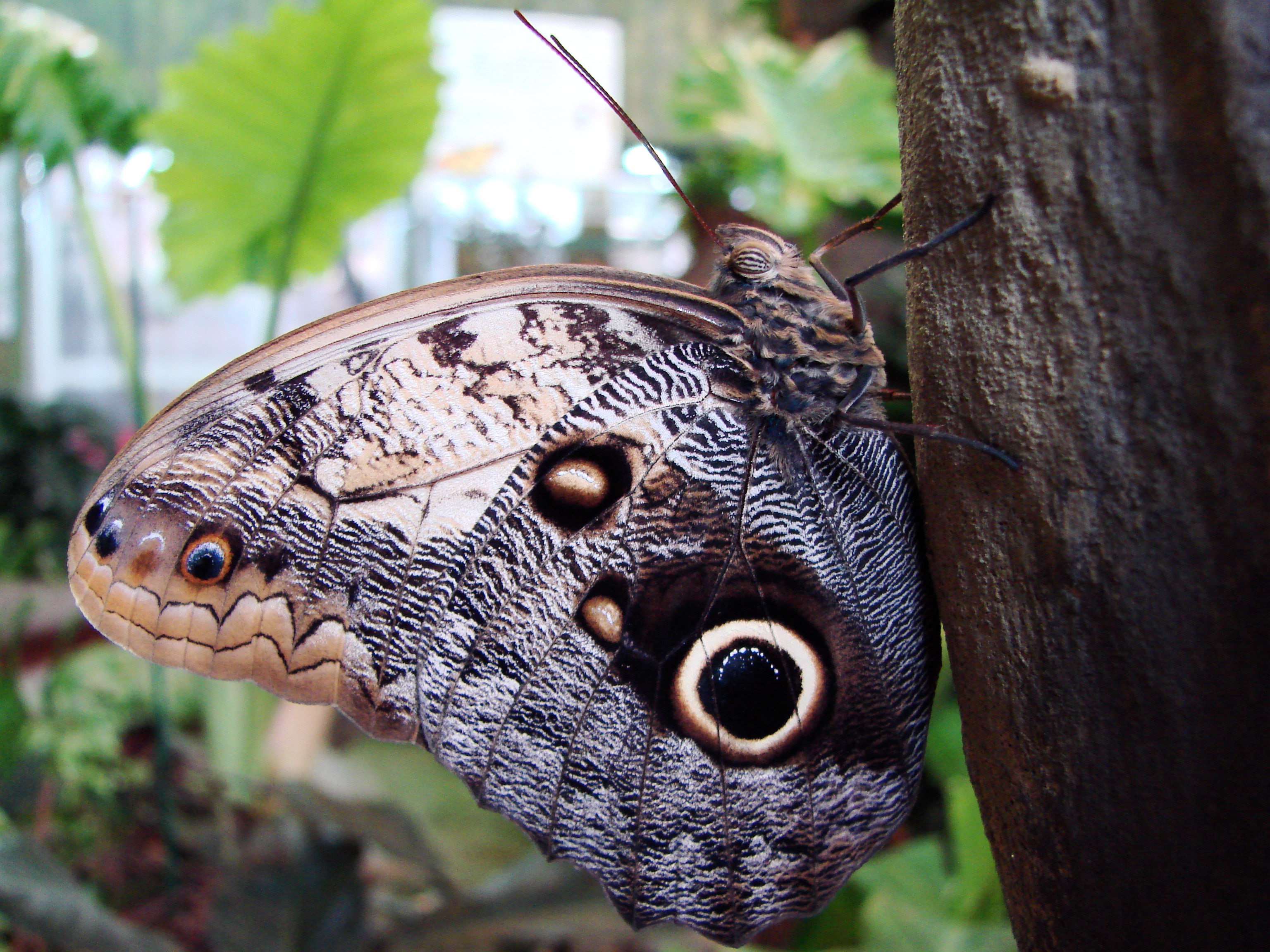
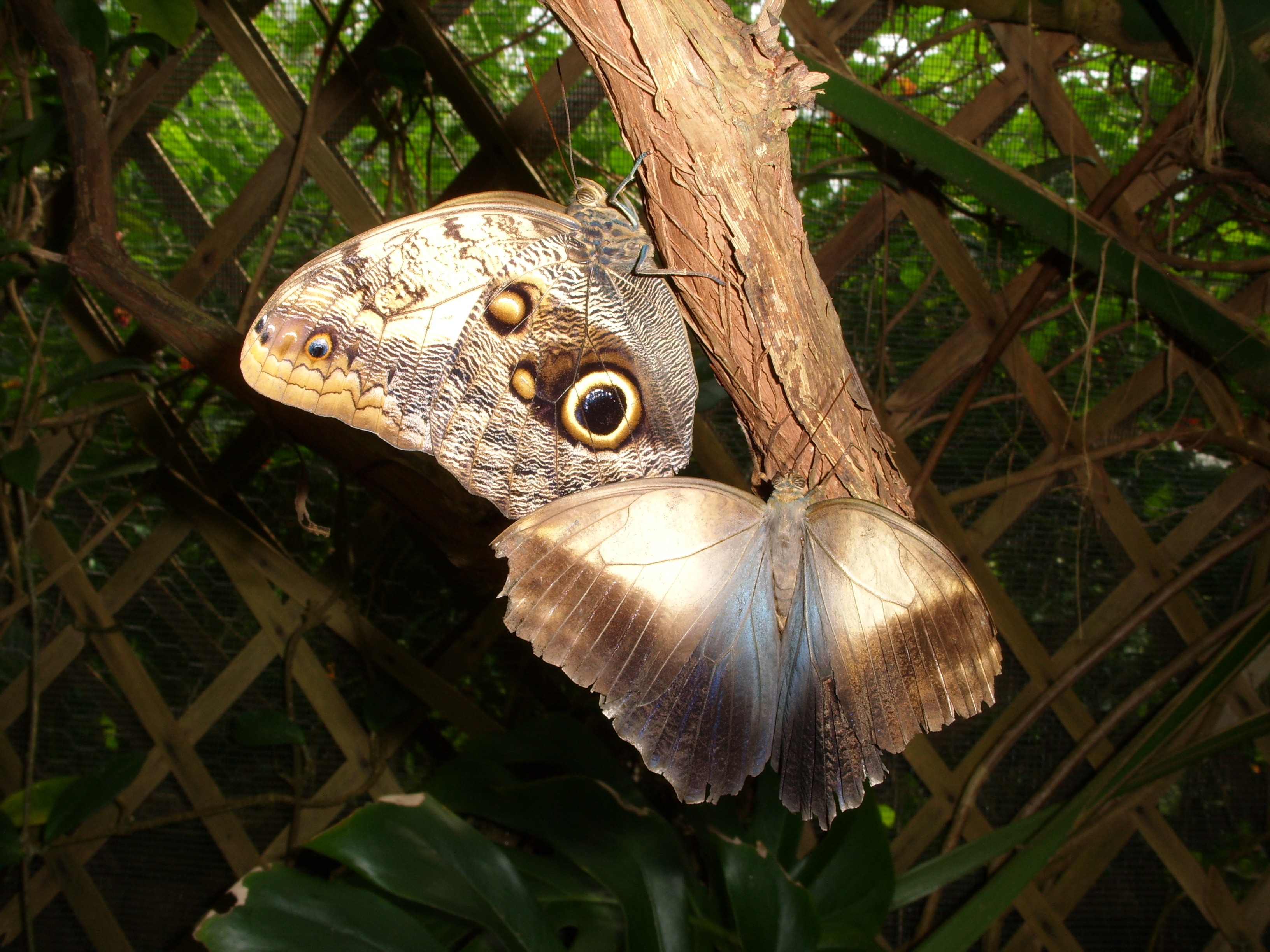
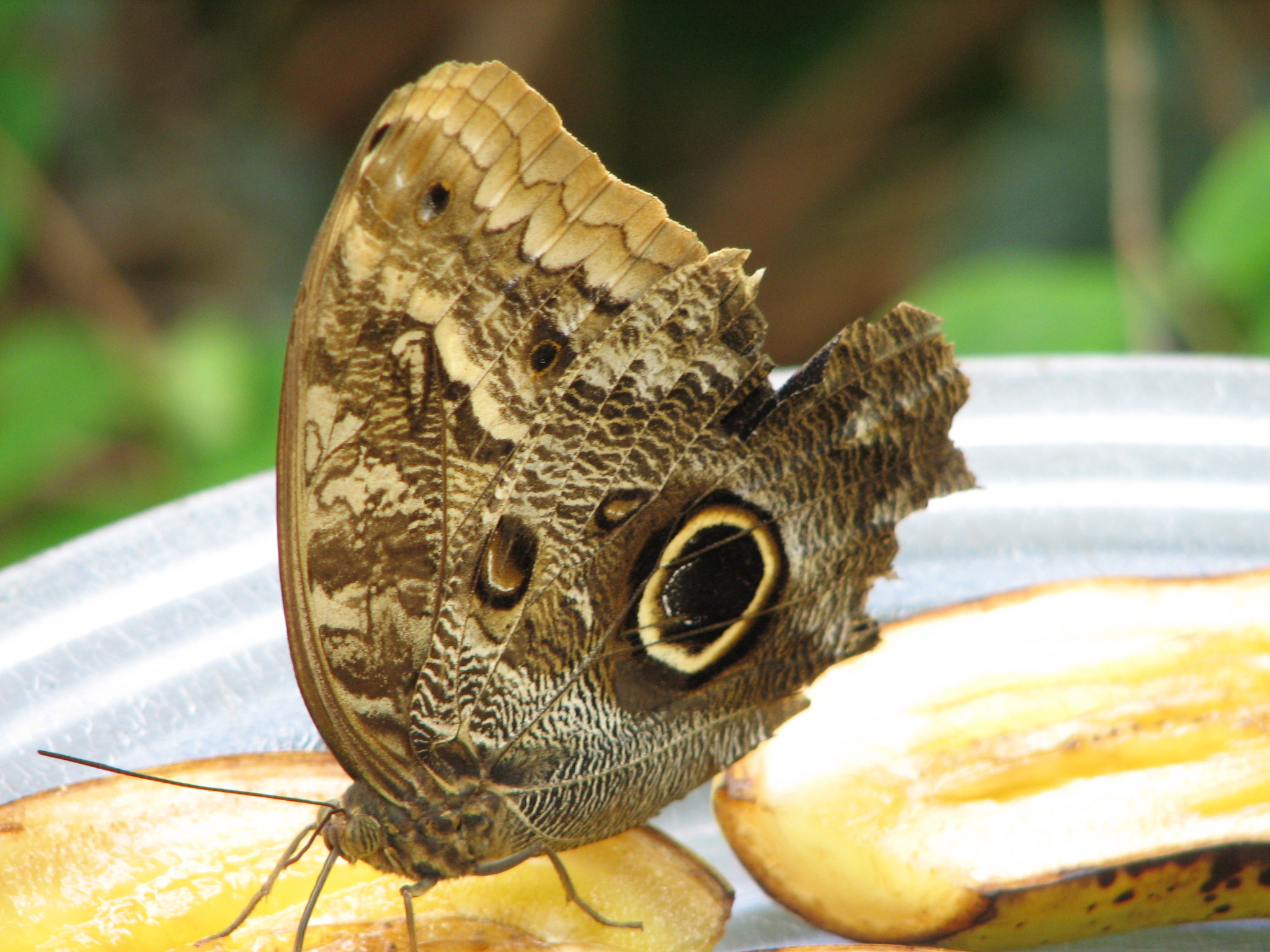
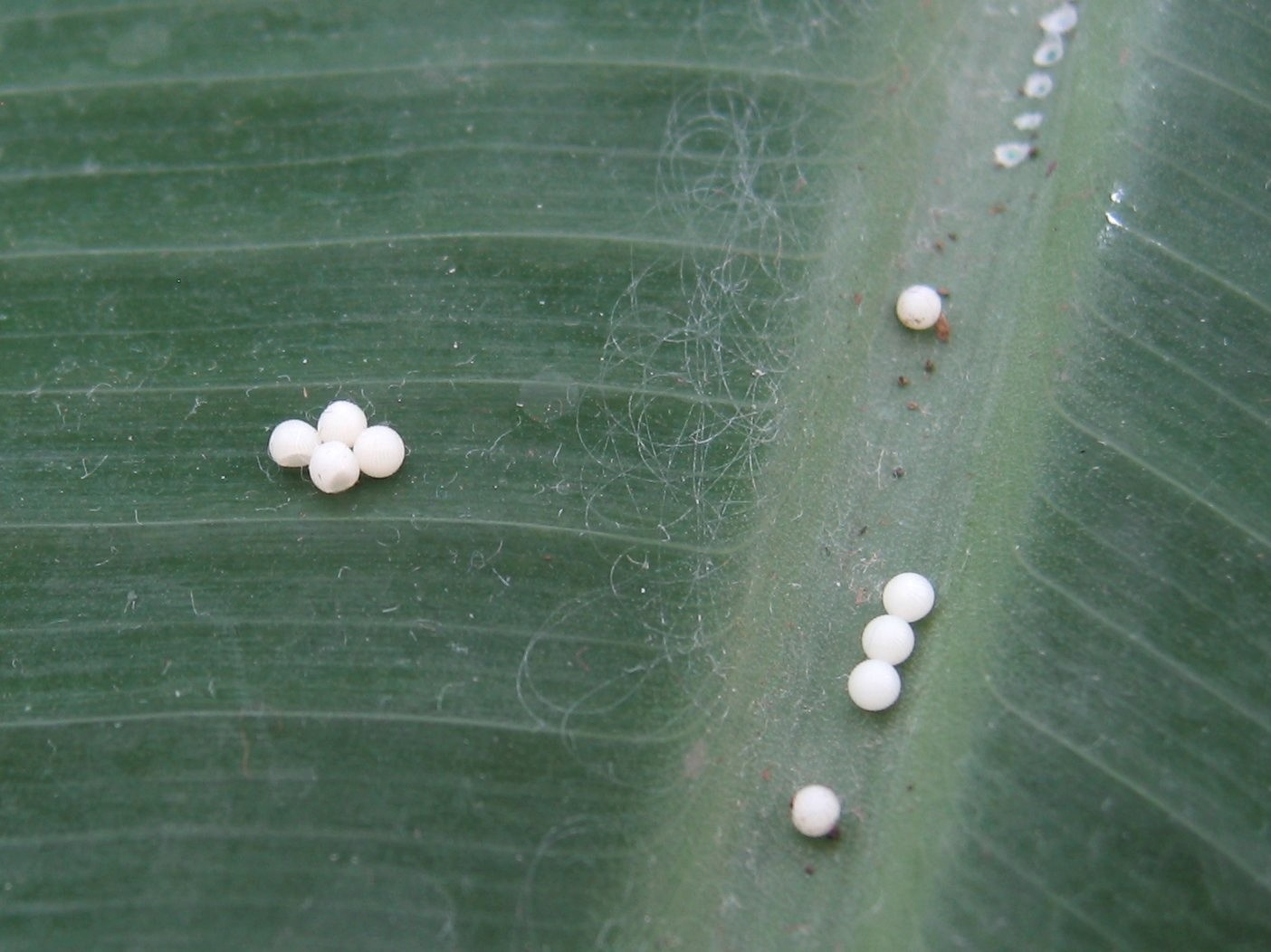
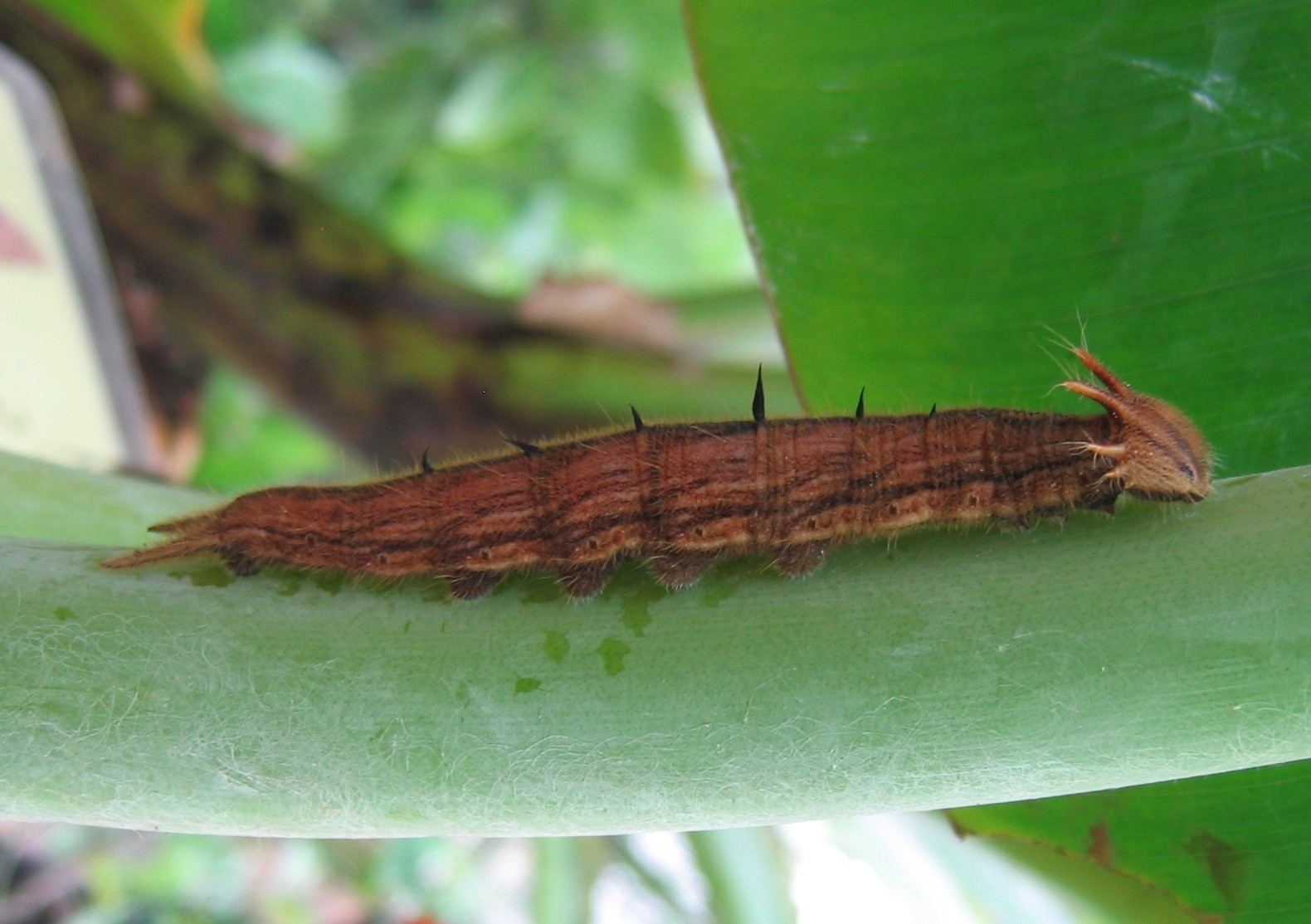